# Bill Summers (hudebník)
Bill Summers (* 27. června 1948) je americký jazzový perkusionista. V sedmdesátých letech několik let spolupracoval s Herbiem Hancockem. V devadesátých letech byl jedním ze zakládajících členů uskupení Los Hombres Calientes. Během své kariéry spolupracoval s mnoha dalšími hudebníky, mezi něž patří například Ahmad Jamal, Quincy Jones, Harvey Mason, Sonny Rollins a McCoy Tyner. Jeho manželkou byla zpěvačka Yvette Bostic-Summers.